# Campos (Vieira do Minho)
Pour les articles homonymes, voir Campos.
Campos est une ancienne paroisse civile portugaise (en portugais : freguesia) de la municipalité de Vieira do Minho dans le district de Braga. En 2013, elle fusionne avec Ruivães pour former Ruivães e Campos.

## Histoire
Campos est rattachée à la municipalité de Ruivães jusqu'en 1853 et l'annexion de celle-ci par Vieira do Minho,.
La loi no 11-A/2013 du 28 janvier 2013, portant réorganisation administrative du territoire des freguesias, fusionne Campos avec la paroisse de Ruivães pour former l’União das freguesias de Ruivães e Campos (dont le siège est à Ruivães).